# Mark Schreiber
Pour les articles homonymes, voir Schreiber.
Mark Shuldham Schreiber, baron Marlesford, né le 11 septembre 1931 et mort le 13 juillet 2025, est un homme politique conservateur britannique.

## Biographie
Fils de John Schreiber et de Constance Dent, Mark Schreiber fait ses études à son école élémentaire Sandroyd, au collège d'Eton et au Trinity College de Cambridge.
Il effectue son service national dans les Coldstream Guards comme lieutenant, avant de commencer sa vie professionnelle dans l'industrie chimique, au sein de Fisons Ltd, entre 1957 et 1963. Il travaille pour le département de recherche du Parti conservateur dans les années 1960 et conseille Edward Heath quand il est chef de l'opposition. De 1968 à 1970, il est membre du conseil du comté de East Suffolk. De 1970 à 1974, il est conseiller spécial du gouvernement, travaillant principalement pour Lord Rothschild, alors chef du Central Policy Review Staff (en) (CPRS). De 1974 à 1991, il est journaliste à The Economist, en tant que correspondant parlementaire.
À partir de 1991, il est lieutenant adjoint du Suffolk. De 1980 à 1992, il est membre de la Countryside Commission, puis de la Rural Development Commission de 1985 à 1993. Il est créé un pair à vie le 7 juin 1991 comme baron Marlesford, de Marlesford dans le comté de Suffolk.
Président national de l'association caritative CPRE de 1993 à 1998, il est président de la Suffolk Preservation Society de 1998 à sa mort et président du conseil de la paroisse de Marlesford.
Il meurt le 13 juillet 2025,  à l'âge de 93 ans.

### Famille
Selon ses propres déclarations, son arrière-grand-mère est grecque et nièce d'Ioánnis Kapodístrias. Il épouse Gabriella Veglio di Castelletto d'Uzzone, fille de Conte Veglio di Castelletto d'Uzzone en 1969. Il est père de deux filles, Nicola Charlotte et Sophie Louisa. Il a quatre petits-enfants.